# Michal Ajvaz
Michal Ajvaz (* 30. Oktober 1949 in Prag) ist ein tschechischer Prosaiker, Dichter, Essayist und Übersetzer.

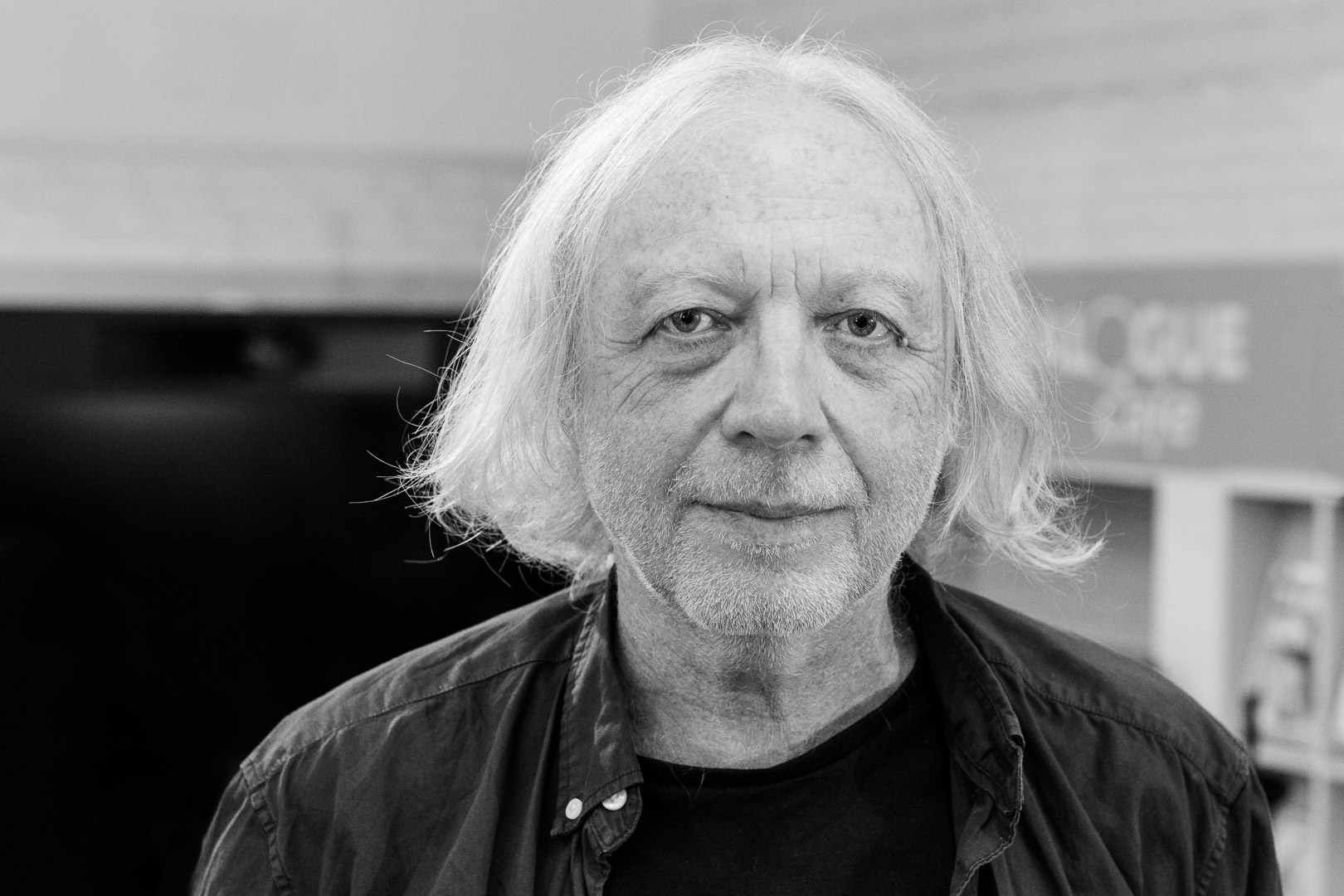
Michal Ajvaz, 2015

## Leben
1967 bis 1974 studierte er an der philosophischen Fakultät der Prager Universität Bohemistik und Ästhetik, arbeitete bis 1994 als Hausmeister, Wächter und Arbeiter im Wasserwerk, dann von 1996 bis 1999 als Redakteur der Literární noviny (Literaturzeitung). 1994 macht er sich als Schriftsteller, Journalist und Publizist selbständig. Seit 2003 ist er Angestellter im Zentrum für theoretische Studien an der Akademie der Wissenschaften und der Karls-Universität. Seine Gedichte, Erzählungen, Romane, Essays und theoretischen Studien publiziert er seit 1989.

## Person
Der philosophisch und ästhetisch schaffende Schriftsteller baut in seinen Texten einzelne Passagen von Erzählung übereinander. Ajvaz’ philosophische Exkurse linguistische und literaturwissenschaftliche Ausführungen, seine geheimnisvollen Wanderungen – all das ist im Prinzip auf ein Ziel hin ausgerichtet: Unterspülen des absoluten Vertrauens in die menschliche Fähigkeit die Welt und die Vorstellungen von unsere Umgebung und uns selbst zu erkennen.

## Werke
Sein Debütwerk Vražda v hotelu Intercontinental ("Mord im Hotel Intercontinental", 1989) kennzeichnet das Bemühen um eine ganzheitliche, schöpferische philosophische und künstlerische Aussage. Handlungsort seiner frühen Texte ist Prag, durchdrungen von magischen Visionen, grotesken und übernatürlichen Szenarien. Mit "Zlatý věk" (Das goldene Zeitalter)  verlässt Ajvaz sein heimatliches Prag – der Roman spielt auf einer fiktiven Insel mitten im Ozean. Die Handlungsorte einzelner Episoden seiner späteren Romane sind über die ganze Erde verteilt.
Für "Prázdné ulice" (Leere Straßen) erhielt er 2005 den Jaroslav-Seifert-Preis. 2012 wurde "Lucemburská zahrada" (Jardin du Luxembourg) mit dem Magnesia-Litera-Preis (Buch des Jahres) ausgezeichnet. 2020 erhielt Ajvaz "für sein bisheriges literarisches Schaffen" den Staatspreis für Literatur.
Ajvaz' Bücher wurden bislang u. a. ins Englische, Französische, Italienische, Russische, Polnische und Türkische übersetzt.

### Bibliografie
- Vražda v hotelu Intercontinental (1989)
- Návrat starého varana (1991)
- Druhé město (1993)
- Znak a bytí. Úvahy nad Derridovou grammatologií (1994)
- Tiché labyrinty (1997)
- Tyrkysový orel (1997)
- Tajemství knihy (1997)
- Zlatý věk (2001)
- Sny gramatik, záře písmen. Setkání s Jorgem Luisem Borgesem (2003)
- Světelný prales. Úvahy o vidění (2003)
- Prázdné ulice (2004)
- Druhé město (2. Aufl., 2005)
- Znak, sebevědomí a čas. Dvě studie o Derridově filosofii (2005)
- Padesát pět měst. Katalog sídel, o kterých vyprávěl Marco Polo Kublaj Chánovi, sepsaný k poctě Calvinovi (2006)
- Příběh znaků a prázdna (2006)
- Cesta na jih (2008)
- Lucemburská zahrada (2011)
- Cesta k pramenům smyslu: Genetická fenomenologie Edmunda Husserla (2012)
- Kosmos jako sebeutváření (2017)
- Města (2019)
- Návrat starého varana
  - Die Rückkehr des alten Waran. Aus dem Tschechischen von Veronika Siska, Wieser Verlag, Klagenfurt 2018, ISBN 978-3-99029-330-0.

### Übersetzungen
- Ernst Jünger, Na mramorových útesech, 1995